# Aliyah Saleem
Aliyah Saleem   (Londres, agost 1989) és una activista, escriptora i investigadora de l'educació secular britànica. És una exmusulmana atea, activista feminista i humanista, cofundadora del grup de defensa Faith to Faithless. També utilitza el pseudònim Laylah Hussain.

## Biografia
Aliyah Saleem nasqué a Londres en una família d'immigrants musulmans sunnites pakistanesos. Dels 6 als 11 anys estudià en madrasses i hi va aprendre àrab i salafisme. Quan tenia 11 anys, entrà en l'internat privat de xiquetes islàmiques Jamia Al-Hudaa de Nottingham. Al voltant dels 12 anys, començà a tenir dubtes sobre l'ètica de la religió, especialment la condemna de l'homosexualitat, però la titllaren de corrupta i es va sentir reprimida per no contaminar la ment d'altres xiquetes. L'expulsaren al 2006 a l'edat de 15 anys, acusada de narcisisme per tenir una cambra d'un sol ús i la humiliaren públicament davant de tota l'escola.
Després estudià interpretació alcorànica en l'Institut Al-Huda de Farhat Hashmi a Mississauga, prop de Toronto, Canadà, durant un any. I més tard, a l'Institut Al-Huda de Pakistan.  
De tornada a la Gran Bretanya, Aliyah Saleem va començar a estudiar sociologia, que examinava la religió des de diverses perspectives noves, com el feminisme i el marxisme. El llibre de Richard Dawkins The God Delusion, la va exposar a la idea que Déu podria ser un engany humà i a la teoria de l'evolució. Després es va educar en cosmologia i va llegir Pale Blue Dot de Carl Sagan. A l'edat de 19 anys, ja no creia en l'Islam i se n'allunyà.
Aliyah Saleem va assistir a la Universitat de Brunel de Londres, i se'n llicencià en anglés. És investigadora de mercat i ha realitzat treballs de recerca parlamentària per a la Cambra dels Lords. També és col·laboradora i columnista de Sedaa, un lloc web que presenta escriptors musulmans.

## Activisme secular
A l'octubre del 2014, parlà per primera vegada en la Conferència Secular del Consell d'Ex-Musulmans de Gran Bretanya. Al novembre de 2014, escrivia en The Times sota el pseudònim de Laylah Hussain. Saleem hi afirmava que a l'internat de Nottingham sol s'ensenyava diverses matèries islàmiques des d'una perspectiva fonamentalista, s'hi adoctrinava amb punts de vista antigai, anticristians i antijueus, i no tenien classes de geografia, història, art, esports o música. La classe de ciències ometia l'evolució i l'educació sexual, i li van ensenyar que als hòmens se'ls permet colpejar a les esposes. A causa d'això, l'escola va ser objecte d'una inspecció no anunciada a l'abril del 2015 i, com a resultat, Ofsted la qualificà d'"inadequada". Quan una segona inspecció a l'abril del 2016 no va mostrar prou millores, el Col·legi Residencial Jamia Al-Hudaa fou amenaçat amb un tancament parcial o total.
El 2015, Aliyah Saleem, amb el seu col·lega Imtiaz Shams, un ex musulmà ateu d'Aràbia Saudita, cofundà el grup de defensa Faith to Faithless. L'organització dona suport a les persones que abandonen l'islam i altres religions; desafia la discriminació que enfronten les persones no religioses i té com a objectiu crear consciència sobre els problemes relacionats amb l'abandó de la religió.
El 2015, Saleem va representar Humanists UK, llavors l'Associació Humanista Britànica, en un debat en la Cambra dels Lords en què parlà sobre la discriminació i la persecució que pateixen molts exateus musulmans al Regne Unit i de tot el món. A l'any següent, representà Faith to Faithless en un nou debat en els Lords sobre els problemes que pateixen els exmusulmans en abandonar la religió.
Aliyah Saleem va gravar dos vídeos que ofereixen estratègies per a dones musulmanes o exmusulmanas que no volen usar el hijab i temen les conseqüències socials a les quals s'enfronten.
A l'abril de 2016, va aparéixer en el programa de la BBC Ràdio 4 sobre els deobandis, la comunitat musulmana tradicional responsable de la seua educació i que controla la majoria de les escoles religioses islàmiques del Regne Unit.(2)

## Obres
- Saleem, Aliyah; Mughal. Leaving Faith Behind: The journeys and perspectives of people who have chosen to leave Islam.  Londres: Darton, Longman & Todd, 2018, p. 192. ISBN 978-0232533644.